# Girlie
Girlie var en glasspinne från GB Glace som såldes år 2007. Den var formad som en femuddig stjärna och bestod av hallonglass överdragen med hallontopping och sockerpärlor. Glassens "pinne" bestod av ett rör fyllt med glitter.
Organisationen Sveriges konsumenter ansåg att glassen könsschabloniserade och protesterade mot den. GB svarade att det var olyckligt att den uppfattades så, men trodde inte att det skulle försämra försäljningen och hade inga planer på att dra tillbaka glassen. Men redan följande år, 2008, hade glassen försvunnit från GB:s glasskarta.